# تشارلز هارولد ديفيس
تشارلز هارولد ديفيس (بالإنجليزية: Charles Harold Davis)‏ هو رسام أمريكي، ولد في 7 يناير 1856 في أميسبوري في الولايات المتحدة، وتوفي في 5 أغسطس 1933.

## وصلات خارجية
- تشارلز هارولد ديفيس على موقع الموسوعة البريطانية (الإنجليزية)